# 奧埃瑙

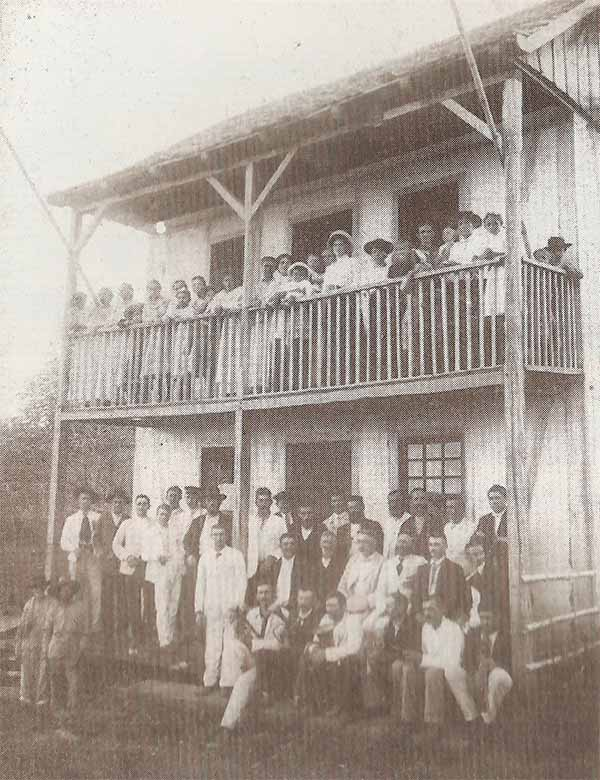
1912年，位于奥埃瑙镇内的德裔移民

奧埃瑙（西班牙語：Hohenau），是巴拉圭東南部伊塔普阿省的一个城镇，距離省府恩卡納西翁35公里。由德裔移民建於1900年3月14日，面積220平方公里，2017年有人口14,749人，人口密度每平方公里68.64人。
巴拉圭6号国道由东北自西南贯穿镇内，连接了奥埃瑙与邻近的特立尼达景区、奧夫利加多镇。此外，奥埃瑙亦与拉巴斯、聖佩德羅德爾帕拉納等县市相邻。
27°4′12″S 55°38′24″W / 27.07000°S 55.64000°W